# 눈물이 주룩주룩
《눈물이 주룩주룩》(일본어: 涙そうそう 나다소우소우[*])는 2006년의 일본 영화이다. TBS 개국 50주년 기념 기획 "눈물이 주룩주룩 프로젝트" 작품으로, 일본 가요 〈눈물이 주룩주룩〉(작사: 모리야마 료코, 작곡: BEGIN)의 가사를 모티브로 영화로 제작되었다. 대한민국에서는 2007년 5월 17일 개봉되었다.

## 줄거리
아라가키 요타로 (츠마부키 사토시)는 오키나와현 나하시에서 자신의 가게를 차리기 위해 시내의 시장이나 술집에서 열심히 일하며 살고있다. 그러던 어느 날 고등학교 입학 시험에 합격한 요타로의 여동생 아라가키 카오루 (나가사와 마사미)가 살던 섬을 떠나 나하시로 오게 되며 함께 살게 된다. 둘은 부모의 재혼으로 남매가 된 사이로, 어릴적 어머니를 병으로 잃고 각자 친척집에서 자랐다.

## 출연
- 아라가키 요타로: 츠마부키 사토시
- 아라가키 가오루: 나가사와 마사미
- 이나미네 케이코: 아소 구미코
- 이나미네 요시로 (케이코의 아버지): 하시주메 이사오
- 요타로의 친구 류이치: 츠카모토 타카시
- 아라가키 미토 (할머니): 타이라 토미
- 미도리: 모리시타 아이코
- 카네시로 아키요시 (카오루의 아버지): 나카무라 다츠야
- 의사: 오오모리 나오
- 카메오카: 후나코시 에이이치로 (우정 출연)
- 카오루의 고등학교 담임: 요자 요시아키
- 아라가키 미츠에 (요타로의 엄마): 코이즈미 쿄코
- 어린 아라가키 요타로: 히로타 료헤이
- 어린 아라가키 카오루: 사사키 마오, 하루나 카제하나

## 스태프
- 감독 : 도이 노부히로
- 각본 : 요시다 노리코
- 제작 : 야기 야스오
- 프로듀서 : 하마나 카즈야, 나스다 쥰, 신도 준이치
- 라인 프로듀서 : 사카모토 타다히사
- 조감독 : 이노코시 히로유키
- 녹음 : 부신
- 음악 : 센주 아키라
- 촬영 : 하마다 타케시
- 편집 : 호가키 준노스케
- 미술 : 오가와 토미오
- 조명 : 마츠오카 야스히코
- 기록 : 스즈키 카즈미
- 제작 담당 : 모리 타로
- 제작 협력 : 필름 페이스
- 배급 : 도호
- 제작 : 〈눈물이 주룩주룩〉 제작위원회 (TBS, 아뮤즈, 도호, 호리프로, TBS R&C, MBS)

## 음악
- 주제곡 : 〈눈물이 주룩주룩〉 (빅터 엔터테인먼트)
  - 작사: 모리야마 료코, 작곡: BEGIN, 노래 : 나츠카와 리미
- 삽입 노래 : 〈삼신의 꽃〉 (임페리얼 레코드)
  - 노래 : BEGIN
- 삽입곡 (선술집 장면) : 〈태양〉 (미발표 곡)
  - 작곡 : 고치

## 수상 정보
- 제30회 일본 아카데미상
  - 우수 남우주연상 : 츠마부키 사토시
  - 우수 여우주연상 : 나가사와 마사미